# Hans Mielich

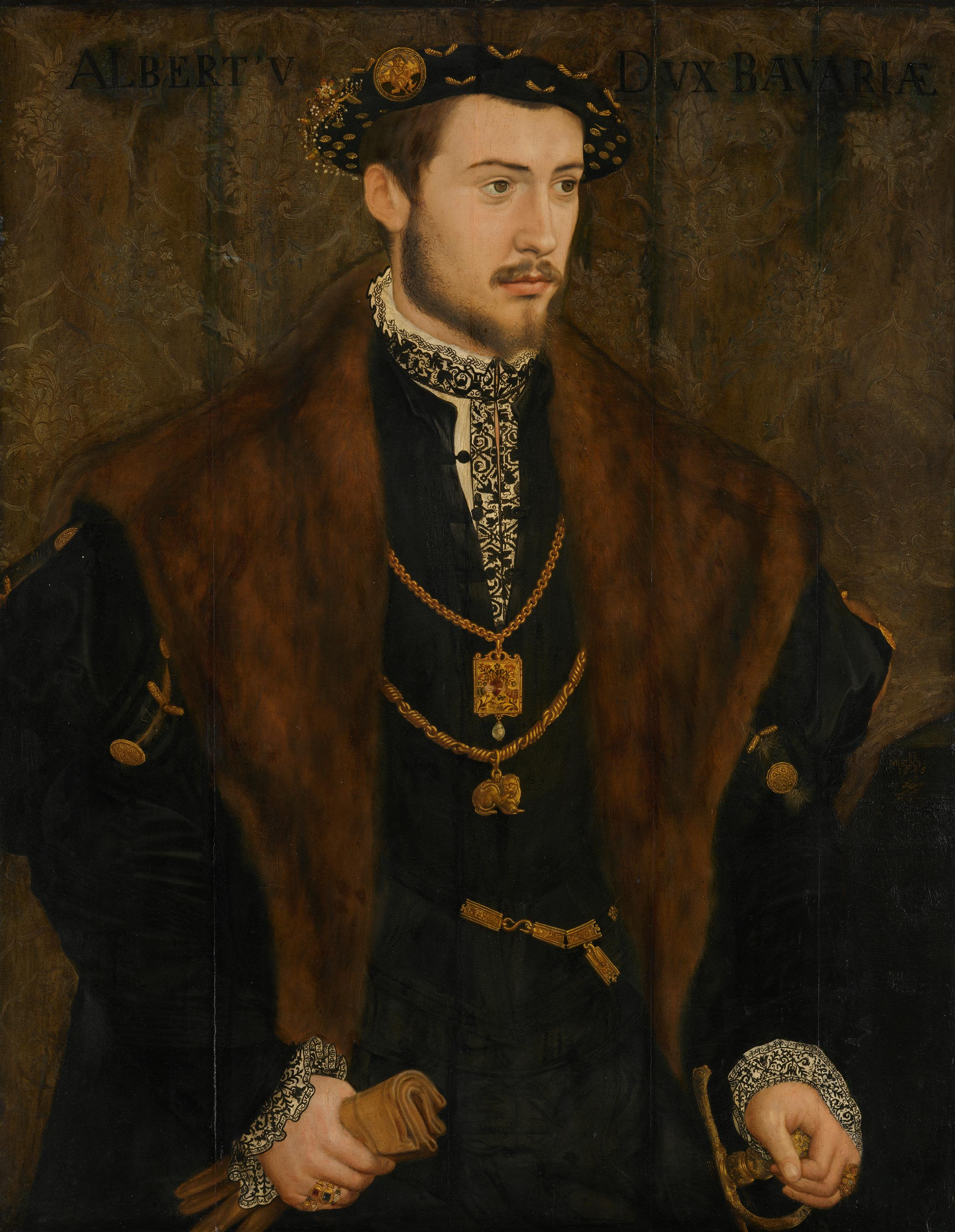
Retrato del duque Alberto V de Baviera.

Hans Mielich, también conocido como Muelich o Müelich (Múnich, 1516-Múnich, 10 de marzo de 1573), fue un pintor y dibujante alemán de finales del Renacimiento, conocido fundamentalmente por sus retratos, miniaturas e ilustraciones de libros.

## Biografía
Trabajó durante más de 30 años como pintor de los nobles en Múnich, siendo uno de los más populares de la época y está considerado como uno de los más importantes pintores muniqueses.
Probablemente se formó con su padre Wolfgang y completó sus estudios en 1536 en Ratisbona, en el taller de Albrecht Altdorfer, del que conservará la utilización del color. De 1541 a 1543 permanece en Roma, donde amplía sus conocimientos y trabaja para los duques Guillermo IV y Alberto V de Baviera. Posteriormente vuelve a su ciudad natal, donde vivió hasta su muerte.
El 11 de julio de 1543 ingresó en el gremio de los pintores de Múnich, del que llegaría a ser elegido su máximo representante en 1558.
Siempre firmará sus obras con el monograma H.M.

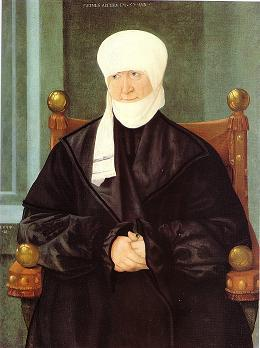
Retrato de una mujer de 57 años. Colección Thyssen-Bornemisza (1539).

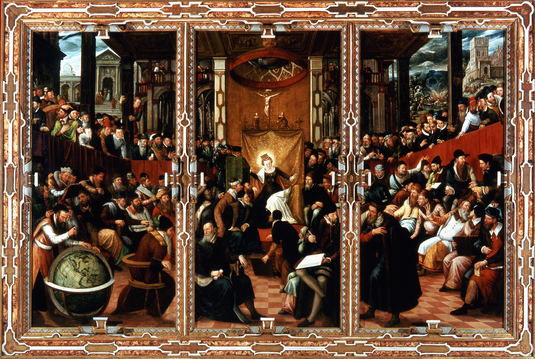
Santa Catalina de Alejandría disputando con los filósofos alejandrinos. Reverso del altar mayor. Catedral de Ingolstadt (1572).

## Algunas obras
Hoy día, sus obras están expuestas en los grandes museos del mundo.
- Su obra más importante es el altar mayor de la Catedral de Nuestra Señora de Ingolstadt que finalizó en 1572 junto con miembros de su taller.
- Retrato del duque Alberto V de Baviera, Alte Pinakothek, Múnich.
- Descendimiento de la cruz, 1536.
- Retrato de una mujer de 57 años, 1539, Colección Thyssen-Bornemisza. Expuesto actualmente en el Museu Nacional d'Art de Catalunya, Barcelona[1]
- Crucifixión, 1539, Real Academia de Bellas Artes de San Fernando, Madrid.[2]
- Circuncisión o Presentación en el templo, atribuida desde el inventario de 1929, en la Real Academia de Bellas Artes de San Fernando, Madrid.[3]
- Autorretrato, c. 1550.
- Retrato de una joven, 1560.